# Wiktor Iwanowitsch Suchorukow

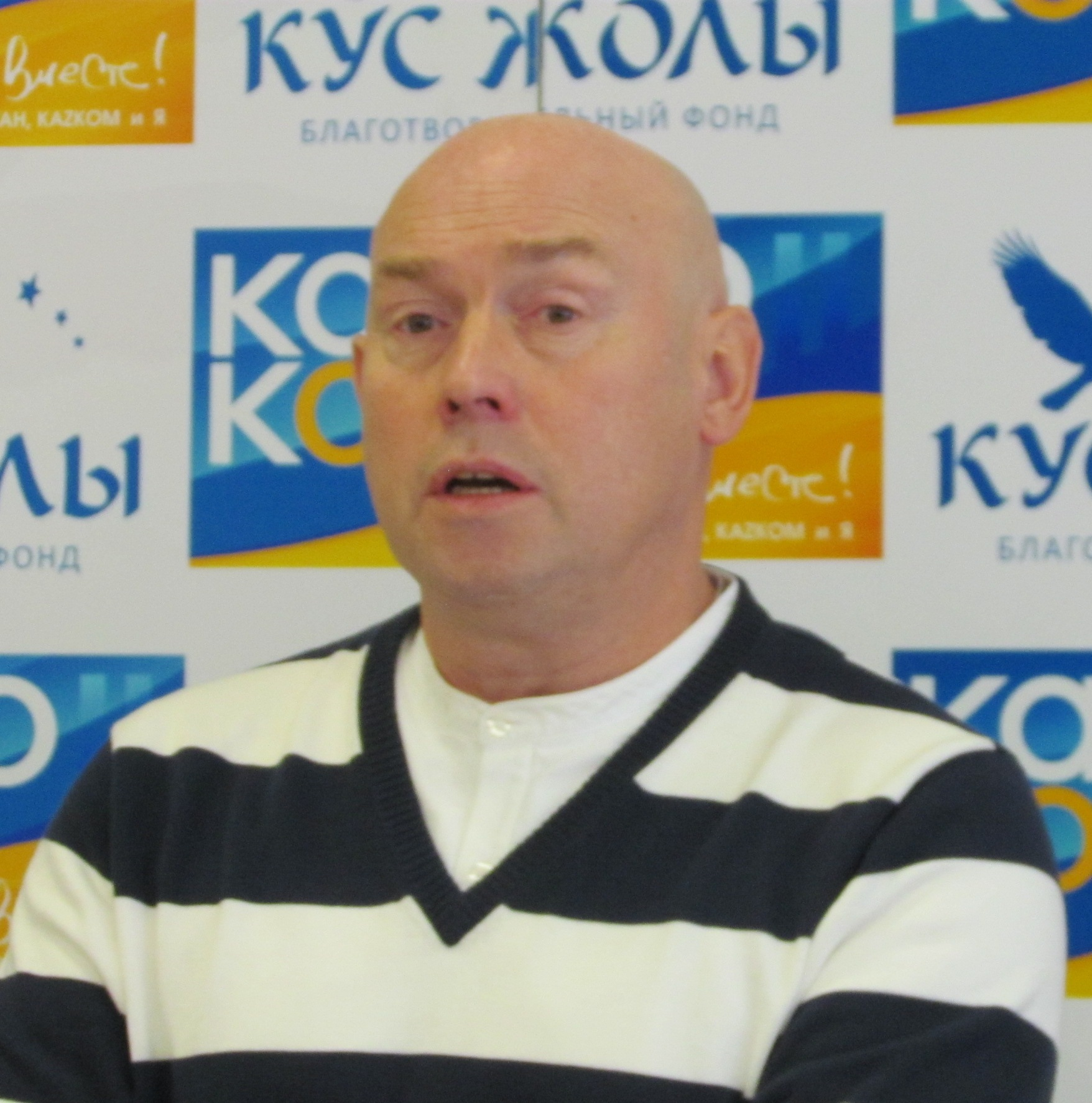
Wiktor Suchorukow (2011)

Wiktor Iwanowitsch Suchorukow (russisch Виктор Иванович Сухоруков; * 10. November 1951 in Orechowo-Sujewo, Oblast Moskau) ist ein russischer und sowjetischer Schauspieler und Volkskünstler Russlands.

## Leben
Suchorukow absolvierte 1978 die Russische Akademie für Theaterkunst in Moskau und war anschließend als Schauspieler am Akimow-Theater in Leningrad tätig. 1982 wurde er wegen Alkoholproblemen entlassen. 1986 wurde er ins Lenin-Komsomol-Theater in Leningrad aufgenommen, wo er unter anderem in Der standhafte Zinnsoldat (1986), Belugins Hochzeit (1987), Der Drache (1988) und Les enfants du paradis (1991) größere Rollen bekam. 1989 bekam er seine erste Filmrolle in Bakenbardy. Berühmt wurde Suchorukow erst 1997 dank seiner Rolle in Alexei Balabanows Filmdrama Der Bruder.
2004 wurde er für seine Darstellung des Kaisers Paul I. in Armer, armer Paul mit dem russischen Filmpreis Nika ausgezeichnet. 2011 wurde er mit dem Fernsehpreis Goldener Adler für seine Rolle in Stille Seelen ausgezeichnet. Der Film Paradies von Andrei Kontschalowski, in dem er den Reichsführer SS Heinrich Himmler spielt, war bei den Internationalen Filmfestspielen von Venedig 2016 für den Goldenen Löwen und für den Europäischen Filmpreis 2017 nominiert. Wiktor Suchorukow ist Ehrenbürger seiner Heimatstadt Orechowo-Sujewo. 2016 wurde ihm zu Ehren ein Denkmal in der Stadt errichtet.
Seit 1989 war Suchorukow in mehr als 134 Film- und Fernsehproduktionen zu sehen.
Wiktor Suchorukow war nie verheiratet und hat keine Kinder.

## Filmografie (Auswahl)

### Als Schauspieler
- 1990: Bakenbardy (Bakenbardy)
- 1997: Der Bruder (Brat)
- 2000: Bruder 2 (Brat 2)
- 2002: Antikiller (Antikiller)
- 2003: Armer, armer Paul (Bednyj, bedny Pawel)
- 2005: Der Erste nach Gott (Perwy posle Boga)
- 2005: Zhmurki
- 2006: Ostrov – The Island (Ostrow)
- 2010: Stille Seelen (Owsjanki)
- 2016: Paradies (Rai)
- 2017: Der Turnlehrer (Fisruk)
- 2018: Godunow (Godunow)

### Als Synchronsprecher
- 1996: The Rock – Fels der Entscheidung als Paul (Anthony Clarke)
- 1999: Der Zauberer von Oz als Jack (Zeichentrickfilm)

## Theaterrollen (Auswahl)

### 1979–1983
Akimow-Theater
- Charakter (von Wassili Schukschin) als Jerin
- Tjorkin im Jenseits (von Alexander Twardowski) als Soldat
- Märchen aus dem Ardenner Wald (von Juli Kim) als Guillaume
- Der trojanische Krieg findet nicht statt (von Jean Giraudoux) als Eunuch

### 1987–1993
Lenin-Komsomol-Theater
- Belugins Hochzeit (von Alexander Ostrowski) als Prochor
- Der Drache (von Jewgeni Schwarz) als Kater
- Wie es euch gefällt (von William Shakespeare) als Schafhirte
- Der standhafte Zinnsoldat (von Hans Christian Andersen) als Krot

### 1995–2000
Akimow-Theater
- Klawir dlja natschinajuschtschich karjeru (von Michail Saltykow-Schtschedrin) als Swistikow
- Wljubljonnyje (von Carlo Goldoni) als Rudolfo
- Derewenskaja schena (von William Wycherley) als Arzt

### 2003
Wachtangow-Theater
- König Lear (von William Shakespeare) als Hofnarr

### 2010
Mossowjet-Theater
- Zarstwo otza i syna (von Alexei Tolstoi) als Fjodor I.
- Schuld und Sühne (von Fjodor Dostojewskij) als Porfirij Petrowitsch

## Auszeichnungen (Auswahl)
- 2002: Verdienter Künstler Russlands[9]
- 2004: Nika
- 2008: Volkskünstler Russlands[10]
- 2011:  Orden der Freundschaft[11]
- 2011: Goldener Adler
- 2019:  Orden der Ehre[12]